# Jules Adler

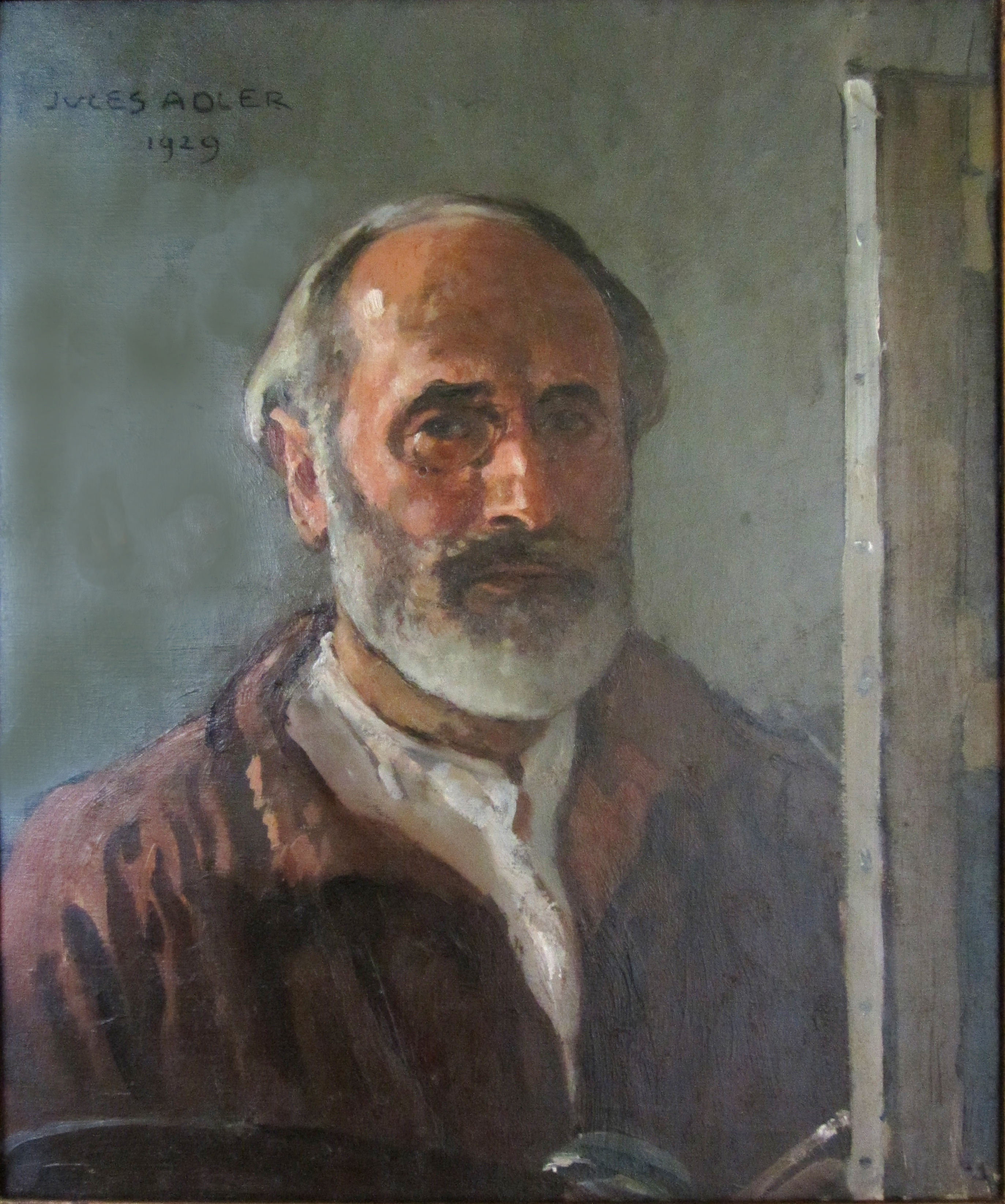
Zelfportret

Jules Adler (Luxeuil-les-Bains, 8 juli 1865 – Nogent-sur-Marne, 11 juni 1952) was een Frans kunstschilder. 
Adler werd geboren in een Joodse familie afkomstig uit de Elzas. Hij werd vooral bekend als schilder van de moeilijke leefomstandigheden en de strijd van de arbeidersklasse. Zijn bekendste werk is La grève au Creusot (De staking in Le Creusot) uit 1899, dat een manifestatie uitbeeldt die op 24 september 1899 plaatsvond tijdens een staking bij Schneider et Cie te Le Creusot.

## Stijl
Zijn realistische stijl bevindt zich tussen de academische traditie en het modernisme. Zijn kleurgebruik met diepe, bruinachtige tinten wordt vergeleken met dat van Gustave Courbet. Adler bouwde zijn schilderijen op met gedurfde kadrering en toonde vaak mensen op de rug.

## Selectie van werken
- De staking in Le Creusot (La grève au Creusot)
- De soep van de armen (La soupe des pauvres)
- Hoogovens van La Providence (Hauts fourneaux de la Providence)

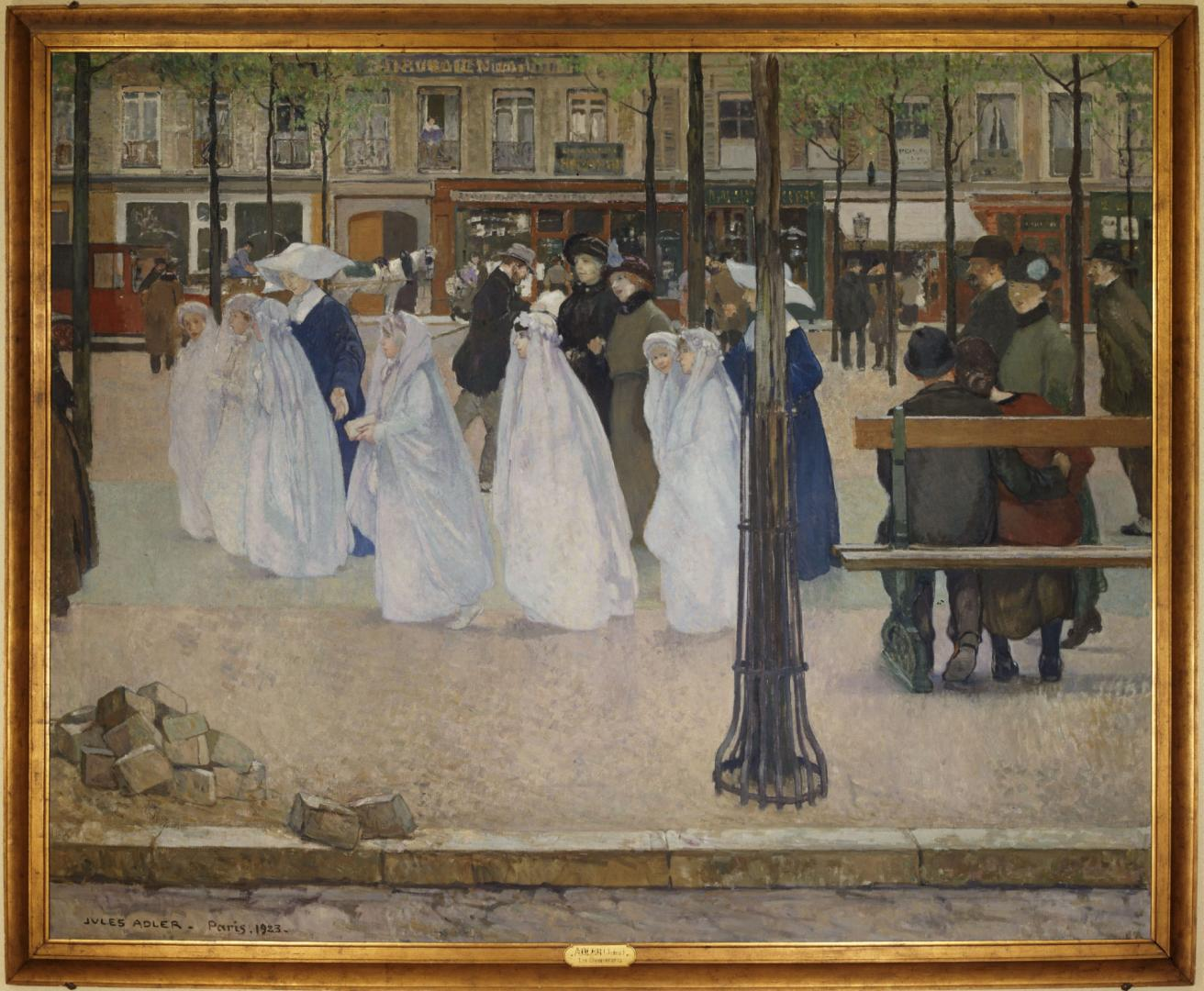
Lente in Parijs, de communicanten (Printemps de Paris, les communiantes) (1923)

- Rookpluimen (Fumées)